# Gnamptoloma
Gnamptoloma is een geslacht van vlinders van de familie spanners (Geometridae), uit de onderfamilie Sterrhinae.

## Soorten
- G. aria Prout, 1938
- G. aventiaria Guenée, 1858
- G. rubra Holloway, 1979
- G. subochrea Butler, 1887